# Linden Ashby
Clarence Linden Garnett Ashby III (Atlantic Beach (Florida), 23 mei 1960) is een Amerikaanse acteur. Op televisie portretteerde hij Brett Cooper in de laatste twee seizoenen van de Fox-soap Melrose Place (1997-1999) en sheriff Noah Stilinski in alle zes seizoenen van de bovennatuurlijke MTV-dramaserie Teen Wolf (2011-2017). Hij staat ook bekend om het spelen van Johnny Cage in de film Mortal Kombat uit 1995, een bewerking van de gelijknamige computerspel-franchise.

## Filmografie

### Film
| Jaar | Titel                                        | Rol                      | Opmerkingen                   |
| ---- | -------------------------------------------- | ------------------------ | ----------------------------- |
| 1990 | Night Angel                                  | Craig                    |                               |
| 1992 | Into the Sun                                 | "Dragon"                 |                               |
| 1992 | Inside Out III                               | Jerry Van Anthony        | Segment: "Tang Martin Hudson" |
| 1994 | Wyatt Earp                                   | Morgan Earp              |                               |
| 1994 | 8 Seconds                                    | Martin Hudson            |                               |
| 1995 | Mortal Kombat                                | Johnny Cage              |                               |
| 1996 | Cadillac Ranch                               | Beau                     |                               |
| 1997 | Blast                                        | Jack Bryant              |                               |
| 1998 | Shelter                                      | Jimmy Parker             |                               |
| 1999 | Time of Her Time                             | Sergius O'Shaughnessy    |                               |
| 1999 | Judgment Day                                 | David Corbett            | Direct-naar-video             |
| 2000 | Dangerous Attraction                         | Neil / Dan Paterson      |                               |
| 2000 | Tick Tock                                    | Travis Brewer            |                               |
| 2001 | Facing the Enemy                             | Griffin "Griff" McCleary |                               |
| 2002 | Fits and Starts                              |                          |                               |
| 2002 | Whacked!                                     | Bolen                    |                               |
| 2003 | The Company You Keep                         | Harry                    |                               |
| 2003 | A Woman Hunted                               | Webster                  |                               |
| 2003 | Shrink Rap                                   | Brian                    |                               |
| 2004 | Wild Things 2                                | Michael Morrison         | Direct-naar-video             |
| 2005 | Wild Things: Diamonds in the Rough           | Michael Morrison         | Direct-naar-video             |
| 2005 | Sub Zero                                     | Soloman Davis            |                               |
| 2007 | Plot 7                                       | Richard McCarthy         |                               |
| 2007 | Resident Evil: Extinction                    | Chase                    |                               |
| 2008 | Prom Night                                   | Jack Turner              |                               |
| 2008 | Impact Point                                 | Adams                    |                               |
| 2009 | Against the Dark                             | Cross                    | Direct-naar-video             |
| 2009 | National Lampoon's Van Wilder: Freshman Year | Vance Wilder Sr.         | Direct-naar-video             |
| 2009 | Hunger                                       | Grant                    | Direct-naar-video             |
| 2009 | The Joneses                                  | Golfer 3                 |                               |
| 2013 | Iron Man 3                                   | Commander                |                               |
| 2016 | Beta Test                                    | Andrew Kincaid           |                               |
| 2022 | Purple Hearts                                | Jacob Morrow Sr.         |                               |
| 2023 | Teen Wolf: The Movie                         | Noah Stilinski           |                               |

### Televisie
| Jaar       | Titel                                           | Rol                         | Opmerkingen |
| ---------- | ----------------------------------------------- | --------------------------- | --- |
| 1983       | Loving                                          | Curtis Alden #4             | |
| 1987       | 1st & Ten                                       |                             | Aflevering: "Blood on Blood"                                                                                            |
| 1987       | Werewolf                                        | Victim #2 in VW             | Aflevering: "Werewolf"                                                                                                  |
| 1987       | Poor Little Rich Girl: The Barbara Hutton Story | Lance Reventlow (volwassen) | Televisiefilm |
| 1989       | China Beach                                     | Phillip                     | Aflevering: "The World: Part 2"                                                                                         |
| 1989–1991  | Adam-12                                         | Honeycutt                   | Hoofdrol |
| 1990       | Hardball                                        |                             | Aflevering: "A Killer Date"                                                                                             |
| 1990       | MacGyver                                        | Brett Reynolds              | Aflevering: "Twenty Questions"                                                                                          |
| 1991       | Equal Justice                                   | Charles                     | Aflevering: "Sleeping with the Enemy"                                                                                   |
| 1991       | The Perfect Bride                               | Ted                         | Televisiefilm |
| 1992       | Fifteenth Phase of the Moon                     | Jason                       | Televisiefilm |
| 1993       | New Year                                        | Jimi Hartman                | Televisiefilm |
| 1993       | Melrose Place                                   | Charles Reynolds            | Aflevering: "Single White Sister", "Peanut Butter and Jealousy"                                                         |
| 1994       | Green Dolphin Beat                              | Dave Henderson              | Televisiefilm |
| 1996       | Dark Angel                                      | Harry Foley                 | Televisiefilm |
| 1997       | The Beneficiary                                 | Jimmy Price                 | Televisiefilm |
| 1997       | Spy Game                                        | Lorne Cash                  | Hoofdrol |
| 1997–1998  | Melrose Place                                   | Brett "Coop" Cooper         | Hoofdrol (seizoen 6) |
| 1998       | The Lake                                        | Jeff Chapman                | Televisiefilm |
| 1998       | Beauty                                          | Mark Kramer                 | Televisiefilm |
| 1998       | Love Boat: The Next Wave                        | Joe Spenser                 | Aflevering: "Bermuda Triangle Episode"                                                                                  |
| 1998       | Murder She Purred: A Mrs. Murphy Mystery        | Blair Bainbridge            | Televisiefilm |
| 1999       | Where the Truth Lies                            | Carter Tamiran              | Televisiefilm |
| 2000       | The War Next Door                               | Kennedy Smith               | Hoofdrol |
| 2001       | The Agency                                      |                             | Aflevering: "A Slight Case of Anthrax"                                                                                  |
| 2002       | CSI: Crime Scene Investigation                  | Drew Wolf                   | Aflevering: "A Little Murder"                                                                                           |
| 2002       | Sniper 2                                        | Dan McKenna                 | Televisiefilm |
| 2003–2004  | The Young and the Restless                      | Cameron Kirsten             | 55 afleveringen Nominatie: Soap Opera Digest Award voor favoriete schurk                                                |
| 2005       | A Killer Upstairs                               | Lyle Banner                 | Televisiefilm |
| 2005       | CSI: Miami                                      | Steven Hardy                | Aflevering: "Three-Way"                                                                                                 |
| 2005, 2007 | Eyes                                            | Michael Tobin               | Aflevering: "Shots", "Police"                                                                                           |
| 2006       | Maid of Honor                                   | Richard Wynn                | Televisiefilm |
| 2006       | Last Exit                                       | Scott Burke                 | Televisiefilm |
| 2006       | The Rival                                       | George Miller               | Televisiefilm |
| 2007       | My Neighbor's Keeper                            | Mike Harding                | Televisiefilm |
| 2008       | Dead at 17                                      | Curt Masterson              | Televisiefilm |
| 2008       | Days of Our Lives                               | Paul Hollingsworth          | Terugkeerde rol |
| 2009       | Anacondas: Trail of Blood                       | Jackson                     | Televisiefilm |
| 2009       | Army Wives                                      | Koe                         | Aflevering: Shrapnel and Alibis                                                                                         |
| 2009       | Stripped Naked                                  | Howie                       | Televisiefilm |
| 2009       | Drop Dead Diva                                  | Parker Wellner              | Aflevering: "Pilot" |
| 2010       | Accused at 17                                   | Reeder                      | Televisiefilm (Lifetime)                                                                                                |
| 2010       | The Gates                                       | Ben McAllister              | Terugkeerde rol |
| 2011       | Mean Girls 2                                    | Rod Mitchell                | Televisiefilm |
| 2011–2017  | Teen Wolf                                       | Noah Stilinski              | Terugkeerde rol (seizoenen 1–5); hoofdrol (seizoen 6) Nominatie: Saturn Award voor beste mannelijke bijrol op televisie |
| 2011       | Franklin & Bash                                 | Evan Porter                 | Aflevering: "Pilot" |
| 2011       | Field of Vision                                 | Ron Dixon                   | Televisiefilm |
| 2012–2013  | Army Wives                                      | Dan Seaver                  | Terugkeerde rol (seizoenen 6–7)                                                                                         |
| 2012       | Gabe the Cupid Dog                              | Jerry                       | Televisiefilm |
| 2013       | The Perfect Boss                                | Cameron Finney              | Televisiefilm |
| 2017       | Lifeline                                        | Grundy                      | Terugkeerde rol |
| 2018       | A Daughter's Revenge                            | David Spencer               | Televisiefilm |
| 2019–2020  | Trinkets                                        | Whit Foster                 | Terugkeerde rol |
| 2020       | Escaping My Stalker                             | Larry                       | Televisiefilm; ook regisseur                                                                                            |
| 2020       | NCIS: New Orleans                               | Tony Hicks                  | Aflevering: "Pride and Prejudice"                                                                                       |

### Computerspel
| Jaar | Titel            | Rol                                | Opmerkingen                                                    |
| ---- | ---------------- | ---------------------------------- | -------------------------------------------------------------- |
| 2020 | Mortal Kombat 11 | Johnny Cage ("Hollywood strijder") | Stem en fysieke gelijkenis; verschijnt als downloadbare inhoud |